# FC 03 Süchteln
Der FC 03 Süchteln (offiziell: Fußballclub 03 Süchteln) war ein Sportverein aus dem Viersener Stadtteil Süchteln. Die erste Fußballmannschaft spielte ein Jahr in der höchsten niederrheinischen Amateurliga.

## Geschichte
Der Verein wurde im Jahre 1903 gegründet und war damit ältester Fußballverein der damals noch eigenständigen Stadt Süchteln. Im Jahre 1940 fusionierte der Verein mit Grün-Weiß Viersen zur SG Grün-Weiß Viersen-Süchteln. Ein Jahr später wurde diese Fusion jedoch wieder gelöst. Im Jahre 1947 gehörte der Verein zu den Gründungsmitgliedern der Landesliga Niederrhein, der seinerzeit höchsten Amateurliga. Aus dieser stiegen die Süchtelner am Saisonende ab.
Im Jahre 1955 wurden die Süchtelner noch einmal Vizemeister der Bezirksklasse hinter Preußen Krefeld, bevor die Mannschaft drei Jahre später den Wiederaufstieg in die Landesliga schaffte. Diese war nach der Einführung der Verbandsliga Niederrhein im Jahre 1956 nur noch die zweithöchste Amateurliga. Im Jahre 1969 fusionierte der FC 03 Süchteln mit der Turnerschaft Germania Süchteln zum ASV Süchteln 1860/1903. 25 Jahre später fusionierte dieser Club mit dem Turnverein Einigkeit 1906 Süchteln-Vorst zum heutigen ASV Einigkeit Süchteln.